# Kollektivtrafik i Göteborg

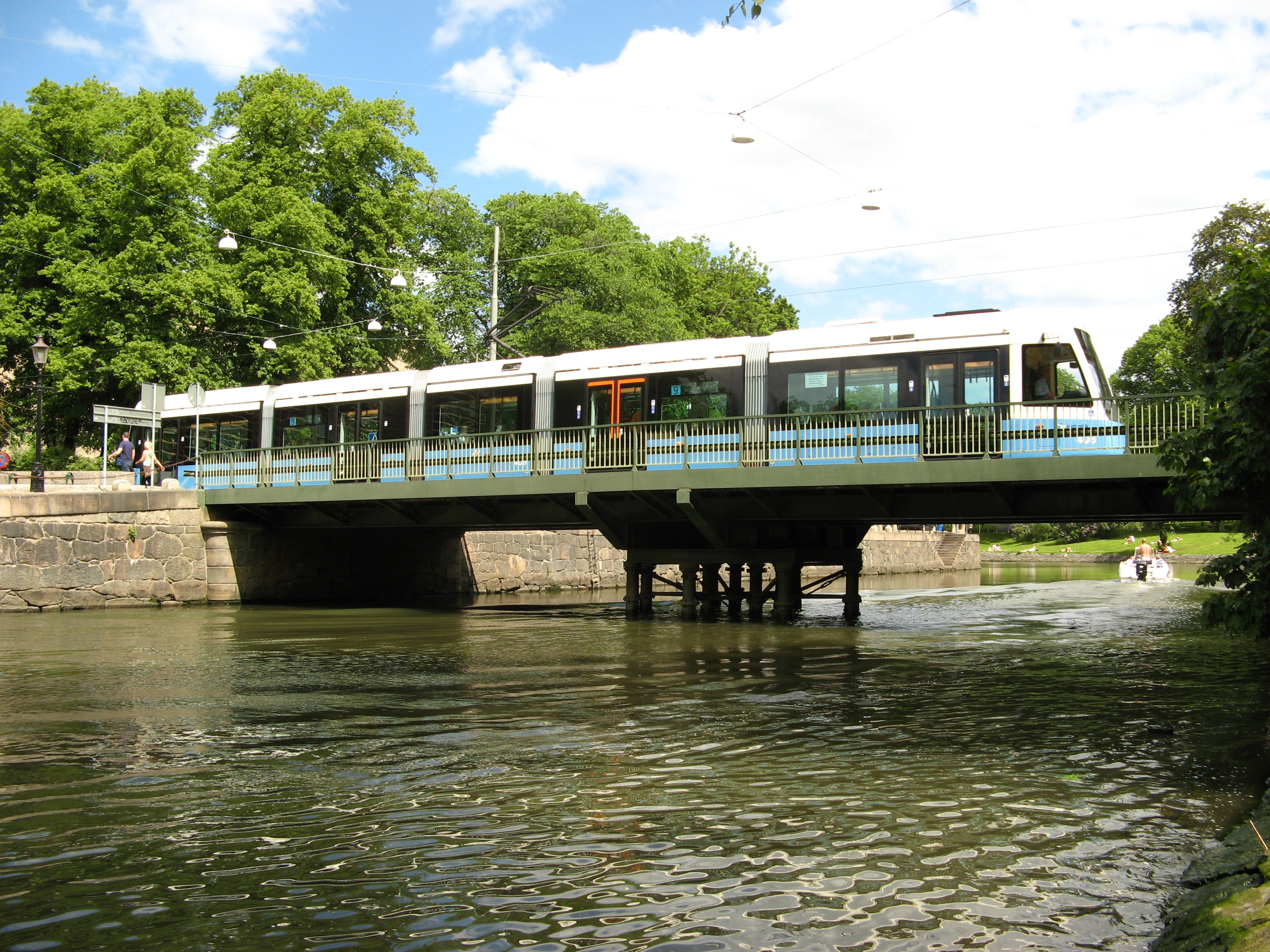
Spårvagn på linje 6 mellan Grönsakstorget och Hagakyrkan

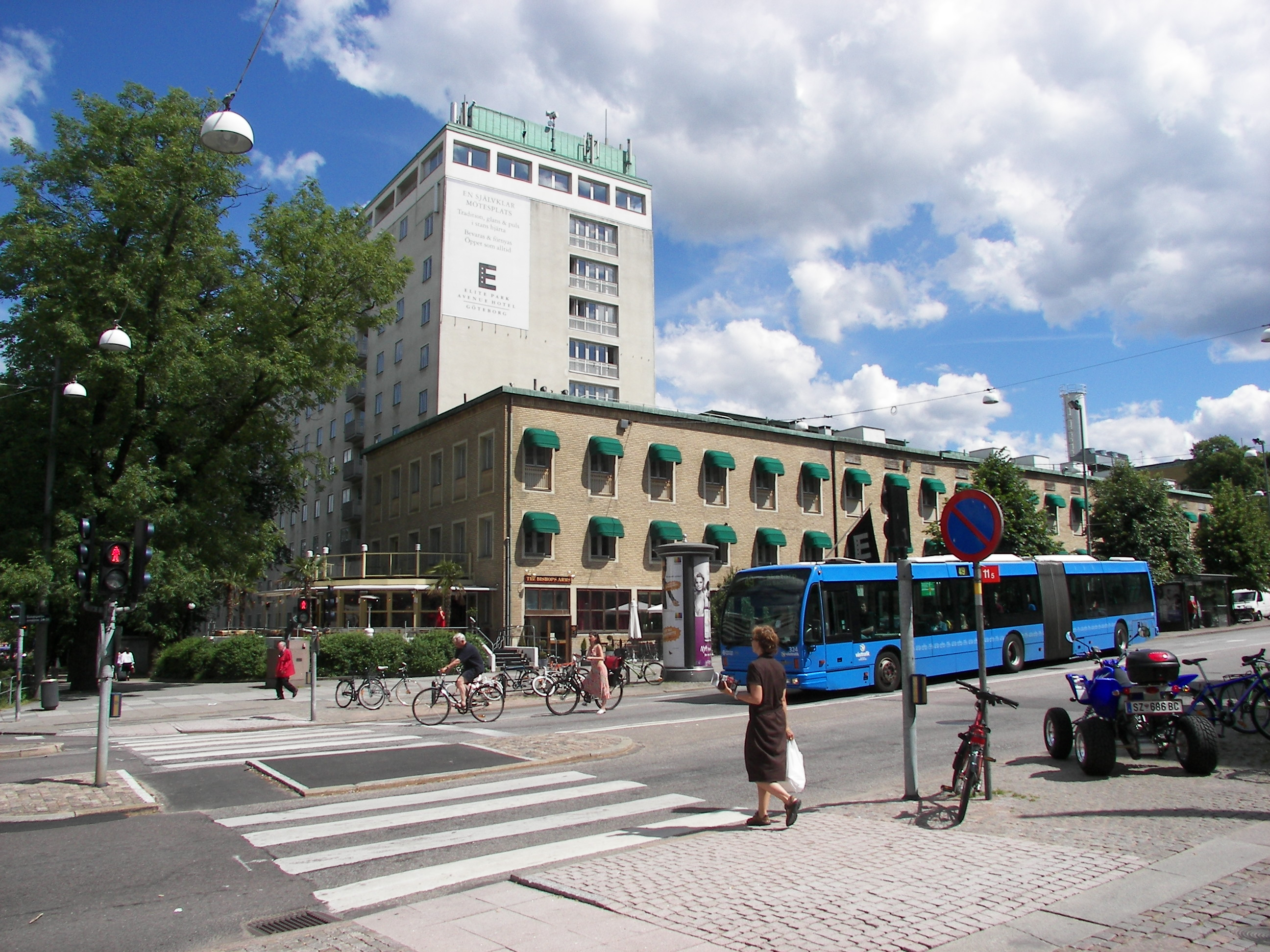
Stadsbuss på Kungsportsavenyn

Kollektivtrafiken i Göteborg består av spårvagn, buss, pendeltåg samt båt. Trafiken bedrivs av ett antal entreprenörer med Västtrafik som trafikhuvudman.

## Transportsätt

### Spårvagn
Spårvagnen är stommen i Göteborgs kollektivtrafik. Spårvägsnätet är det största i Norden och täcker stora delar av Göteborgs kommun, och även Mölndal. Linjenätet är uppbyggt så att linjerna går ifrån en yttre förort, in genom stadskärnan, och ut till en annan yttre förort. Samtliga linjer förutom linje 8 och 13 passerar hållplatsen Brunnsparken som är nätets viktigaste knutpunkt. Ett problem som har uppstått när trafiken på nätet har ökat är att Brunnsparken blivit överbelastad och begränsar hela nätets trafikflöde. Sedan en tid tillbaka drivs ett projekt kallat Kringen, för att leda viss trafik förbi Brunnsparken och därmed kunna få högre kapacitet på nätet. 
I centrala staden går spårvägarna en del sträckor i vanlig gatutrafik blandat med andra trafikslag, detta främst i området innanför vallgraven samt på Vasagatan. I övrigt finns oftast kollektivtrafikstråk där spårvagnar och bussar blandas. I förorterna går flertalet linjer över till separat banvall, ibland med och ibland utan plankorsningar. Detta kan till viss del ses som en följd av de olika försöken genom tiderna att omvandla spårvägsnätet till tunnelbana. 1934 presenterades den första av dessa planer och på 1970-talet var det dags igen, då sträckorna mot Länsmangården, Angered, Bergsjön och Tynnered byggdes som en del i detta.
En annan viktig knutpunkt är Korsvägen som trafikeras av sex spårvagnslinjer i fem olika riktningar. Även Järntorget är en viktig knutpunkt i stadens västra delar, med fem linjer i fyra riktningar.
| Linje | Sträcka                                                           | Längd   | Antal hållplatser |
| ----- | ----------------------------------------------------------------- | ------- | ----------------- |
|       | Tynnered - Östra sjukhuset                                        | 15,6 km | 33                |
|       | Högsbotorp - Mölndal                                              | 10,3 km | 22                |
|       | Marklandsgatan - Kålltorp                                         | 12,7 km | 30                |
|       | Mölndal -Angered                                                  | 19,3 km | 21                |
|       | Östra sjukhuset - Länsmansgården                                  | 13,8 km | 29                |
|       | Kortedala - Länsmansgården                                        | 24,6 km | 46                |
|       | Tynnered - Bergsjön                                               | 21,1 km | 35                |
|       | Frölunda - Angered                                                | 21,3 km | 25                |
|       | Kungssten - Angered                                               | 19,0 km | 21                |
|       | Guldheden - Biskopsgården                                         | 8,8 km  | 23                |
|       | Saltholmen - Bergsjön                                             | 21,8 km | 38                |
|       | Saltholmen - Brämaregården                                        | ? km    | ?                 |
|       | Centralstationen- Sankt Sigfrids Plan (Trafikutövare: Ringlinien) | 3,5 km  | 8                 |

### Buss

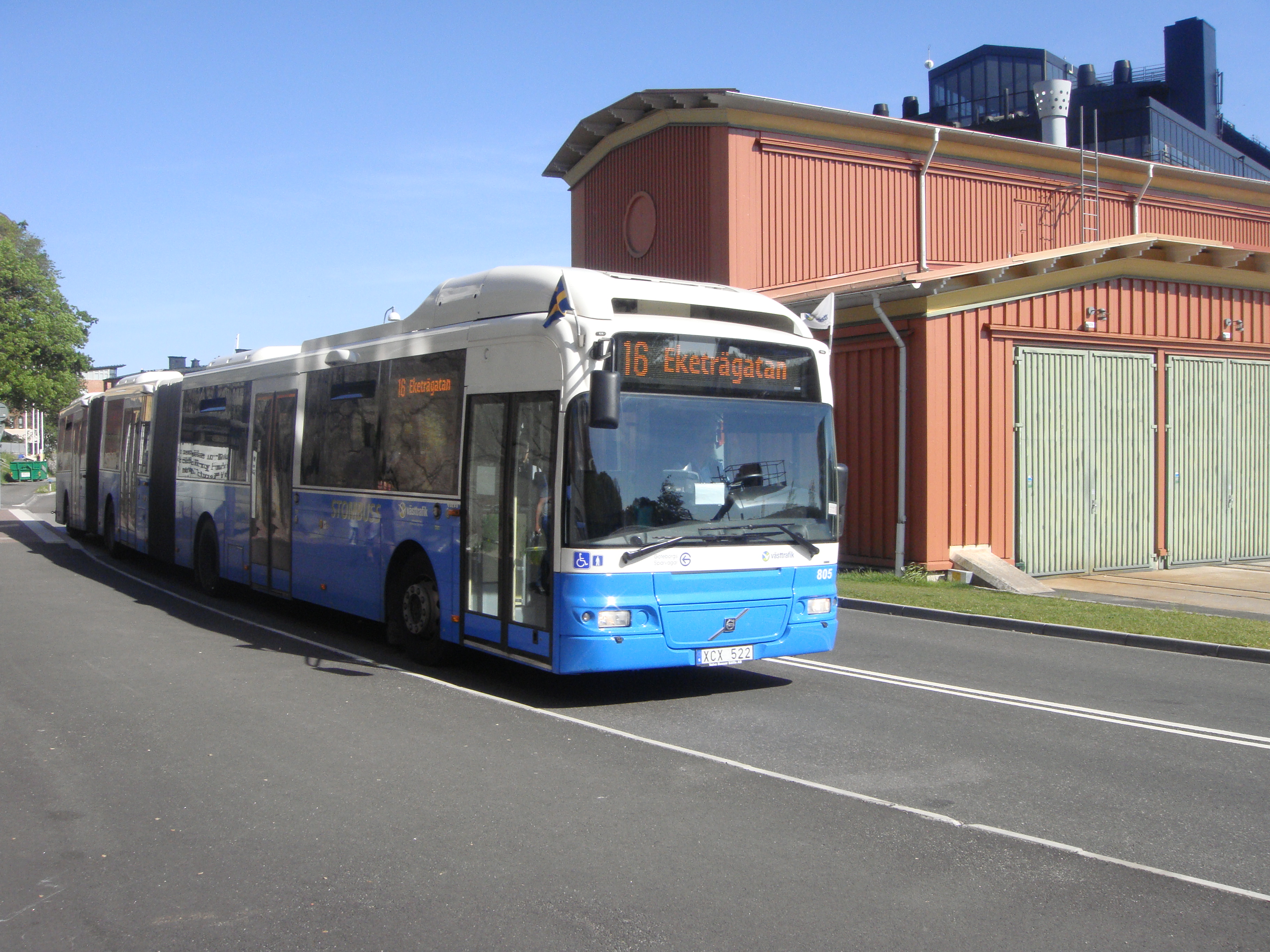
Dubbelledad Stomlinjebuss vid Eriksberg

#### Stadsbuss
Som komplement till spårvagnsnätet finns ett utbrett busslinjenät som täcker hela staden. Ett antal av linjerna är klassade som industribusslinjer och de hårdast trafikerade är så kallade stombusslinjer. Stombuss är ett koncept som går ut på att köra buss men tänka spårvagn. Göteborg har åtta stombusslinjer med mycket högre turtäthet än de vanliga bussarna. I högtrafik går vissa av stomlinjebussarna var femte minut.. Stomlinjebussarna går genom stadens centrum och på en av dessa kör man med dubbelledade bussar.
Ett mindre antal andra stadsbusslinjer går till centrum. Det är linjerna 55, 58, 59, 90 och 91.
Resten av busslinjerna utgår från en spårvagnshållplats i en förort. Stora sådana hållplatser är Angered centrum, Frölunda torg, Hjalmar Brantingsplatsen och Eketrägatan.
Vy Flygbussarna går från Nils Ericsonterminalen till Göteborg-Landvetter flygplats
Göteborgs Stombusslinjer
| Linje | Sträckning                   |
| ----- | ---------------------------- |
| 16    | Eriksberg - Högsbohöjd       |
| 17    | Tuve - Östra Sjukhuset       |
| 18    | Bäckebol - Kallebäck         |
| 19    | Backa - Marklandsgatan       |
| 21    | Eketrägatan - Bergsjön       |
| 25    | Mölndal - Länsmansgården     |
| 50    | Brunnsparken - Frölunda torg |

#### Expressbuss
Det finns sju stycken expressbusslinjer som går från någon av kranskommunerna, genom Göteborg, till en annan kranskommun och sex stycken expressbusslinjer som startar och slutar i Göteborg. Expressbusslinjerna går inte genom centrala staden utan går i halvcirklar runt city och på det viset tar sig bussarna snabbare fram.
| Linje                       | Sträcka                                                   | Hållplatser | Trafikeras | Turtäthet per timme i högtrafik |
| --------------------------- | --------------------------------------------------------- | ----------- | ---------- | ------------------------------- |
| X1                          | Partille – Lindholmen - Torslanda                         | 29          | Dagl       | 6                               |
| X2                          | Gerrebacka - Billdal                                      | 40          | Dagl       | 12                              |
| X3                          | Särö/Kullavik - Gråbo/Stenared                            | 54          | Dagl       | 8                               |
| X4                          | Kungälv - Mölnlycke/Höga Hallar                           | 41          | Dagl       | 12                              |
| Svart Express (Blivande X5) | Amhult - Skra bro – Göteborg – Vallhamra                  | 30          | Dagl       | 8                               |
| Röd Express (Blivande X6)   | Landvetter - Lilla Varholmen                              | 28          | Dagl       | 12                              |
| Lila Express (Blivande X90) | Mölnlycke – Mölndal – Västra Frölunda - Amhult            | 28          | M-F        | 4                               |
| Gråbosnabben                | Göteborg (Åkareplatsen) - Lerum - Sjövik                  | 38          | Dagl       | 4                               |
| Lerumsnabben                | Göteborg (Åkareplatsen) - Lerum - Ingared                 | 38          | Dagl       | 4                               |
| Stenungsund Express         | Stenungsund - Kungälv - Göteborg (Nils Ericsonterminalen) | 14          | Dagl       | 6                               |
| Marstrand Express           | Marstrand - Ytterby - (Göteborg, Vissa turer)             | 40          | Dagl       | 2                               |
| Tjörn Express               | Rönnäng - Stenungsund - (Göteborg, Vissa turer)           | ?           | Dagl       | ?                               |

Från Nils Ericsson Terminalen utgår även expressbussar till andra delar av regionen. Exempel på dessa är linje 100 Göteborg - Borås, 300 Göteborg - Kinna, 810 Göteborg - Uddevalla och 841 Göteborg - Lysekil.

#### Flexlinjen
Flexlinjen är områdesbundna busslinjer som trafikeras med minibussar främst av märket Mercedes-Benz. Kunden måste ringa och beställa bussen ca en till två timmar före resa.

### Tåg

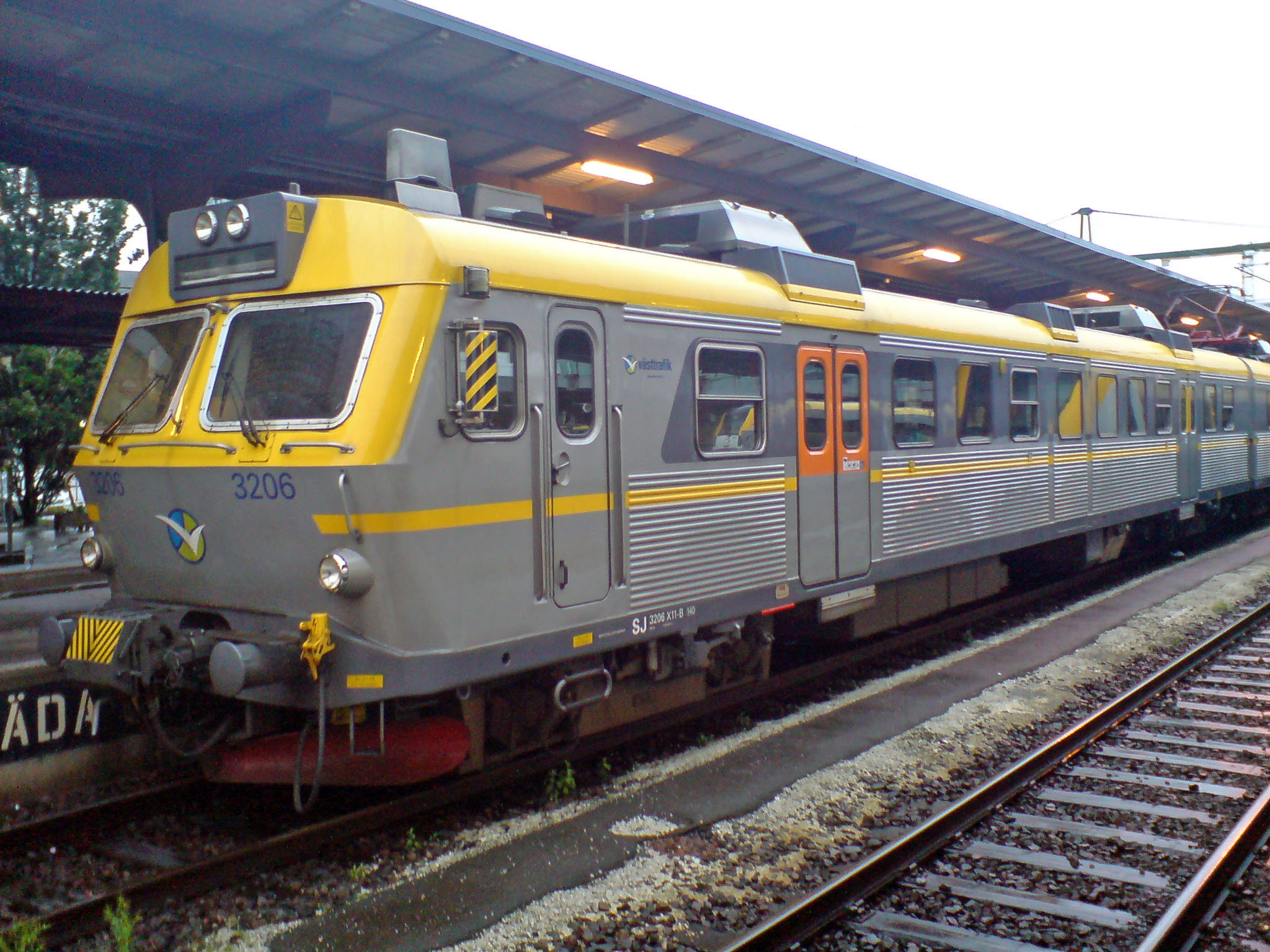
Pendeltåg på Göteborgs Centralstation

#### Pendeltåg
| Linje                 | Sträckning                           | Stationer | Längd   | Tågtyp som används    |
| --------------------- | ------------------------------------ | --------- | ------- | --------------------- |
| 130 Bohusbanan        | Göteborg C - Uddevalla C - Strömstad | 17        | 180 km  | X11, X14, X50 och X61 |
| 131 Alingsåspendeln   | Göteborg C - Alingsås                | 12        | 45,1 km | X11 och X61           |
| 132 Kungsbackapendeln | Göteborg C - Kungsbacka              | 8         | 27,7 km | X11 och X61           |
| 133 Alependeln        | Göteborg C - Älvängen                | 7         | 31 km   | X11 och X61           |

Från Göteborg utgår fyra pendeltågslinjer. Bohusbanan avgår var 30:e minut i högtrafik. Samtliga avgångar kör till Stenungsund och de flesta fortsätter sedan till Uddevalla. Några tågpar, ca 5 till 8 fortsätter hela vägen till Strömstad. Restiden varierar lite mellan olika avgångar så banan är enkelspårig och tågmöten måste göras. Kungsbackapendeln avgår var 15:e minut i respektive riktning i högtrafik, och var 30:e minut övrig dagtid, sträckan tar 25 minuter enligt tidtabell. Alingsåspendeln avgår var 30:e minut, med några extraturer på morgonen/kvällen, varav vissa startar eller slutar i Floda. Restiden mellan Göteborg och Alingsås är 40 minuter. Alependeln avgår var 15:e minut i högtrafik och var 30:e minut i lågtrafik. Tåget tar 27 min. 

#### Regionaltåg
Göteborgsregionen har även åtta regionaltågslinjer som inte går lika ofta och regelbundet som pendeltågen. Regionaltågen körs främst med Reginatåg men även med X11, X12 och X14.
| Linje           | Sträcka                                                              | Stationer | Längd  |
| --------------- | -------------------------------------------------------------------- | --------- | ------ |
| Tvåstadspendeln | Göteborg C – Trollhättan - Vänersborg                                | 8         | 86 km  |
| Älvsborgsbanan  | Uddevalla – Vänersborg - Herrljunga - Borås                          | 15        | 133 km |
| Skövdetåget     | Göteborg C – Falköping - Skövde - Töreboda                           | 10        | 183 km |
| Nässjötåget     | Göteborg C – Falköping - Jönköping - Nässjö                          | 15        | 225 km |
| Jönköpingståget | Töreboda – Falköping - Jönköping - Nässjö                            | 13        | 182 km |
| Kinnekulletåget | Göteborg C – Herrljunga – Lidköping – Mariestad – Hallsberg - Örebro | 32        | 279 km |
| Boråståget      | Göteborg C – Borås                                                   | 8         | 72 km  |
| Viskadalsbanan  | Borås – Varberg                                                      | 13        | 84 km  |

### Båt

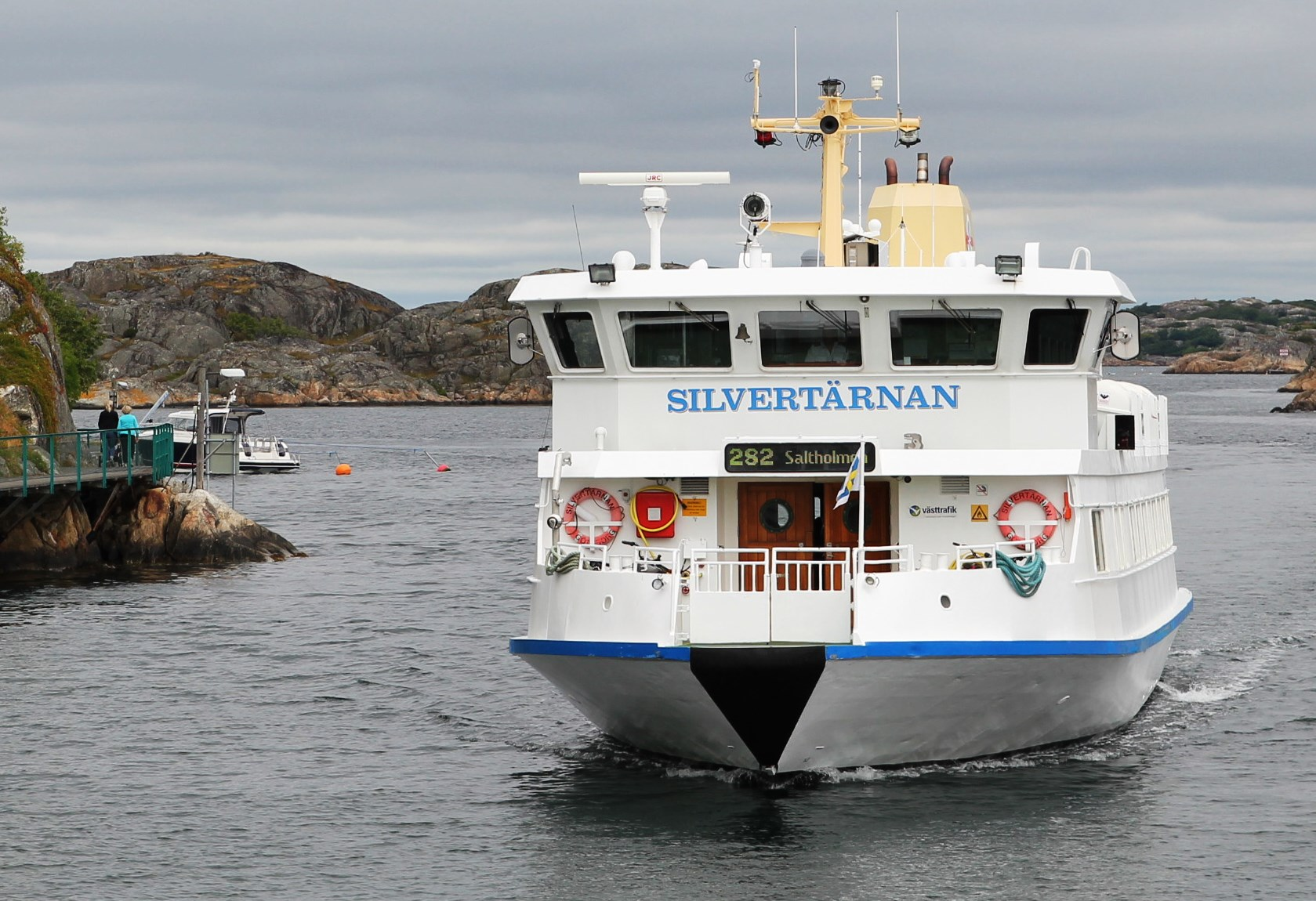
Styrsöbolagets Silvertärnan vid Styrsö i Göteborgs södra skärgård.

#### Älvsnabben
För resor över älven finns linjen Älvsnabben som trafikerar trafikerar sträckan Lilla Bommen - Rosenlund - Lindholmspiren - Slottsberget - Eriksberg - Klippan och åter. I högtrafik är turtätheten 20 minuter och i lågtrafik 30 minuter. Måndag till fredag trafikeras sträckan mellan Stenpiren och Lindholmspiren av en linje som heter Älvsnabbare. Turtätheten är 7 minuter.

#### Södra Skärgården
Båttrafiken till Södra skärgården utförs av Styrsöbolaget Skärgårdsbåtarna knyts ihop med buss- och spårvagnsnätet vid Saltholmen, där flera bussar och spårvagnar stannar. En busslinje kallad Ö-Snabben går mellan centrala Göteborg och Saltholmen för att minska restiden mellan öarna i södra skärgården och centrum.
De öar som har bofast befolkning, till exempel Donsö, har ett större antal turer än fritidsöar som exempelvis Källö, som bara har ett begränsat antal dagsturer. Båttrafiken utökas om somrarna eftersom Södra skärgården är ett populärt utflyktsmål.

#### Norra Skärgården
Norra Skärgården tillhör Öckerö kommun, och dit går Trafikverkets bilfärja, som är gratis. Sträckan kallas Hönöleden.

### Fjärrtrafik
Artikeln behandlar i första hand kollektivtrafik inom Göteborg, men åtminstone dess terminaler och stationer bör nämnas. 

#### Buss
Det går långväga busstrafik i olika riktningar, och de avgår från Nils Ericsonterminalen bredvid centralstationen.

#### Tåg
Göteborg förbinds via tåg med alla delar av Sverige, och även med Norge och Danmark. Tågen avgår från Centralstationen.

#### Båt
Det finns stora bilfärjor till Frederikshavn och Kiel. De avgår från södra älvstranden. Se Göteborg-Frederikshavn (färjelinje) och Göteborg-Kiel (färjelinje). Bilfärjelinjen till Newcastle (England) är nedlagd. Det finns dock fartyg som tar lastbilar och lastbilssläp till ett antal destinationer, såsom Gent, Immingham (DFDS Tor Line) och även New York (ACL). Dessa fartyg går från Skandiahamnen.

#### Flyg
Sveriges näst största flygplats Göteborg-Landvetter flygplats ligger nära Göteborg. Det finns flyg till de viktigaste huvudstäderna i Europa, med undantag av Sydeuropa. Flygplatsen kan nås med buss bl.a. från Nils Ericsonterminalen och från Korsvägen.

### Tekniska system
Västtrafik har med hjälp av systemet ITS4mobility, i hela Göteborgs kollektivtrafiknät utrustat fordonen med sensorer som känner av och kan visa var varje fordon befinner sig. Med hjälp av det kan man på tavlorna på hållplatser och på hemsidan visa när nästa spårvagn eller buss ska avgå från hållplatserna i realtid.

## K2020
Inom Göteborgsregionen pågår ett projekt vilket har som mål att fram till 2020 fördubbla antalet kollektivtrafikresor, till 40% av alla resor inom Göteborg med kranskommuner. Inom Göteborgs kommun ligger andelen på en liknande siffra, men det gäller inte mellan Göteborg och omgivande kommuner. Detta innefattar bland annat spårvägsprojektet Kringen, tågtunneln Västlänken, och höjning av kapaciteten på regionens järnvägar.

## Styrning

### Västtrafik
Huvudman för kollektivtrafiken i Göteborg är Västtrafik. Tidigare fanns två huvudmän i Göteborg, Göteborgs stadstrafik (för Göteborg) och Göteborgsregionens Lokaltrafik (GL) (för övriga länet), men när Västra Götalands län bildades 1998 slogs alla länets fem huvudmän tillsammans och bildade Västtrafik. 
Västtrafik är Sveriges näst största kollektivtrafikföretag och ägs av Västra Götalandsregionen. Västtrafik kör själv inga bussar, tåg eller båtar, utan har som roll är att planera och upphandla kollektivtrafiken och ger uppdrag till olika entreprenörer.. Av praktiska skäl äger Västtrafik själva tågen. Kommunerna äger hållplatser och spårvägsspår.